# Ion Ionel Constantin Brătianu
Ion Ionel Constantin Brătianu (pronunciació en romanès: [iˈon brətiˈanu], també conegut com a Ionel Brătianu; Ștefănești, Argeș, 20 d'agost de 1864 - Bucarest, 24 de novembre de 1927) va ser un polític romanès, líder del Partit Nacional Liberal (PNL), primer ministre de Romania durant cinc mandats i ministre d'Exteriors en diverses ocasions; era el fill gran de l'estadista i líder de la PNL Ion Brătianu, germà de Vintilă i Dinu Brătianu, i pare de Gheorghe I. Brătianu. Les activitats polítiques d'Ion IC Brătianu després de la Primera Guerra Mundial, incloent part del seu tercer i quart mandat, van veure la unificació de l'Antic Regne Romanès amb Transsilvània, Bucovina i Bessaràbia (vegeu: Gran Romania). El 1923, va ser elegit membre honorari de l'Acadèmia Romanesa.

## Biografia

### Primers anys de vida
Nascut a Florica, la finca del seu pare a Ștefănești, comtat d'Argeș, va completar els seus estudis secundaris al Col·legi Nacional Saint Sava de Bucarest (1882). Després es va oferir voluntari per a l'artilleria de l'exèrcit romanès, servint durant sis mesos abans de convertir-se en segon tinent. Durant el seu servei militar, Brătianu va estudiar enginyeria. Va marxar a París l'any 1883 i va assistir al Collège Sainte-Barbe, després va prendre classes (sense ser estudiant matriculat) a l'École Nationale des Ponts et Chaussées (1884–1889). Brătianu va rebre un diploma d'enginyer, però no una llicència per exercir.
El 1889, va tornar al país i va rebre ordres de l'Exèrcit, sent ascendit a tinent. Més tard aquest any, es va incorporar als Ferrocarrils de Romania com a enginyer, treballant sota el lideratge d'Anhel Saligny.

### La política primerenca
Es va convertir en membre del PNL el 1895, el mateix any que es va presentar a les eleccions i va ser elegit al Parlament de Romania pel I Col·legi (de la noblesa terratinent) al comtat de Gorj. A principis de 1899, era la majoria que va votar a favor de l'entrada d'antics membres del Partit Obrer Socialdemòcrata Romanès al PNL. Va exercir com a ministre de Foment (31 de març de 1897-30 de març de 1899; 14 de febrer de 1901-18 de juliol de 1902) i ministre de l'Interior (12 de març de 1907-27 de desembre de 1908) - aquesta darrera assignació va ser motivada pels efectes. de la Revolta dels Pagesos de 1907. L'any 1909 va ser elegit cap dels nacionalliberals, càrrec que ocuparia fins a la seva mort; va ser primer ministre el gener de 1909 i va mantenir el càrrec fins al 28 de desembre de 1910.
Les polítiques de Brătianu van moure la PNL cap a una acceptació de la reforma agrària, però les deliberacions sobre el projecte van continuar fins després de la Primera Guerra Mundial, amb el mateix Brătianu mostrant reserves sobre projectes que pretenien substituir la Constitució de Romania de 1866 per una de totalment democràtica. El 1913, va convèncer el seu partit perquè acceptés una versió moderada de la reforma agrària, així com la creació d'un col·legi electoral únic, una mesura que hauria donat una representació més acurada a la majoria camperola. Durant els mesos següents, aquestes polítiques van ser aprovades en principi pel rei Carol I, i fins i tot pel Partit Conservador.

### Primera Guerra Mundial

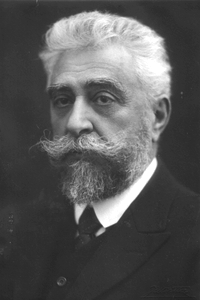
Ion I.C. Brătianu

L'esclat del conflicte mundial el 1914 va provocar una gran polèmica a la societat romanesa. Els conservadors oscil·laven entre una posició neutral i la participació al costat de les potències centrals (amb les quals Romania s'havia compromès); en canvi, el PNL va demanar un alineament amb les Forces de l'Entente. Malgrat que Brătianu va tornar a ser primer ministre del 16 de gener de 1914 al 9 de febrer de 1918, la seva política en aquest sentit es va ajornar. Inicialment, una decisió sobre l'assumpte va ser bloquejada pel rei Carol, fins a la seva mort el setembre de 1914. Posteriorment, amb l'ascens de Ferran I (que havia de seguir sent un aliat polític de Brătianu durant la resta de la seva vida), el govern va iniciar negociacions secretes amb l'Entente, destinades a condicionar la participació de Romania amb la concessió de terres austrohongareses amb un població romanesa majoritària. L'agost de 1916, Romania va declarar la guerra a Àustria-Hongria.
Els avenços menors a Transsilvània es van trobar amb una contraofensiva de les potències centrals que va escombrar Oltènia i Valàquia, va ocupar Bucarest i va obligar a totes les estructures governamentals a refugiar-se a Iaşi. Tot i que Moldàvia continuava sent l'única regió sota administració romanesa i el país va augmentar la seva dependència de la Rússia imperial i després del govern provisional rus, l'exèrcit romanès va poder bloquejar les ofensives de les potències centrals a les batalles de Mărășești, Mărăști i Oituz. Aquesta situació va acabar amb la Revolució d'Octubre a Rússia i el Tractat de Brest-Litovsk entre el govern bolxevic i les potències centrals: Romania es va veure sense reforços, va acceptar un armistici i després va signar el Tractat de Bucarest el maig de 1918.
Mentrestant, el de Brătianu havia estat substituït pel govern de crisi del general Alexandru Averescu, i aviat el va seguir el d'Alexandru Marghiloman (escollit per negociar la pau, ja que es pensava que l'Imperi Alemany era amigable amb Marghiloman). No obstant això, Romania mai va ratificar el tractat signat, i el va denunciar l'octubre de 1918, tornant immediatament a entrar en conflicte pel costat de l'Entente. Al novembre, l'armistici de Compiègne amb Alemanya va eliminar tot el valor legal del Tractat de Bucarest.
Brătianu era antisemita i es va oposar a la concessió de la ciutadania romanesa als jueus. Després de la Primera Guerra Mundial, però, l'antisemitisme va desaparèixer del programa polític dels liberals, fins i tot formant aliances amb polítics jueus.

### Tercer gabinet i suport a Averescu
L'espectre de l'agitació socialista, que havia provocat incidents com una vaga important a Bucarest el desembre de 1918, va provocar la caiguda del gabinet Constantin Coandă, i Brătianu va ocupar novament el càrrec. Va dirigir la delegació romanesa a la Conferència de Pau de París de 1919, on va ser un partidari de la unió amb Transsilvània i Bucovina. Encara que finalment Romania va rebre la majoria dels territoris que reclamava, va dimitir el 1919 perquè no acceptaria un compromís sobre els territoris en disputa al Banat que havien passat a formar part del Regne de Iugoslàvia. No obstant això, Romania havia registrat altres èxits, en particular, la sortida de Rússia de la guerra havia portat a la unió amb Bessaràbia (la República Democràtica de Moldàvia).
Aviat, el PNL es va veure amenaçat per les realitats polítiques d'una Gran Romania. La política d'aliances del Partit Nacional Romanès (un grup majoritàriament de Transsilvània) havia provocat la ràpida formació del gabinet d'Alexandru Vaida-Voevod el desembre de 1919; aquest gabinet, i especialment el seu grup del Partit dels Camperols, va donar suport a una versió radical de la reforma agrària, que va conduir a interminables debats al parlament. Al mateix temps, el Partit Popular, un nou i fort moviment populista sota el general Averescu, havia iniciat una campanya tant per una reforma agrària urgent com per provocar el processament dels polítics de la PNL com a agents de les dificultats econòmiques. Davant d'una elecció, Brătianu es va acostar a Averescu i va oferir el suport del PNL a un gabinet del Partit Popular a canvi de moderació.

### Quart i cinquè gabinet

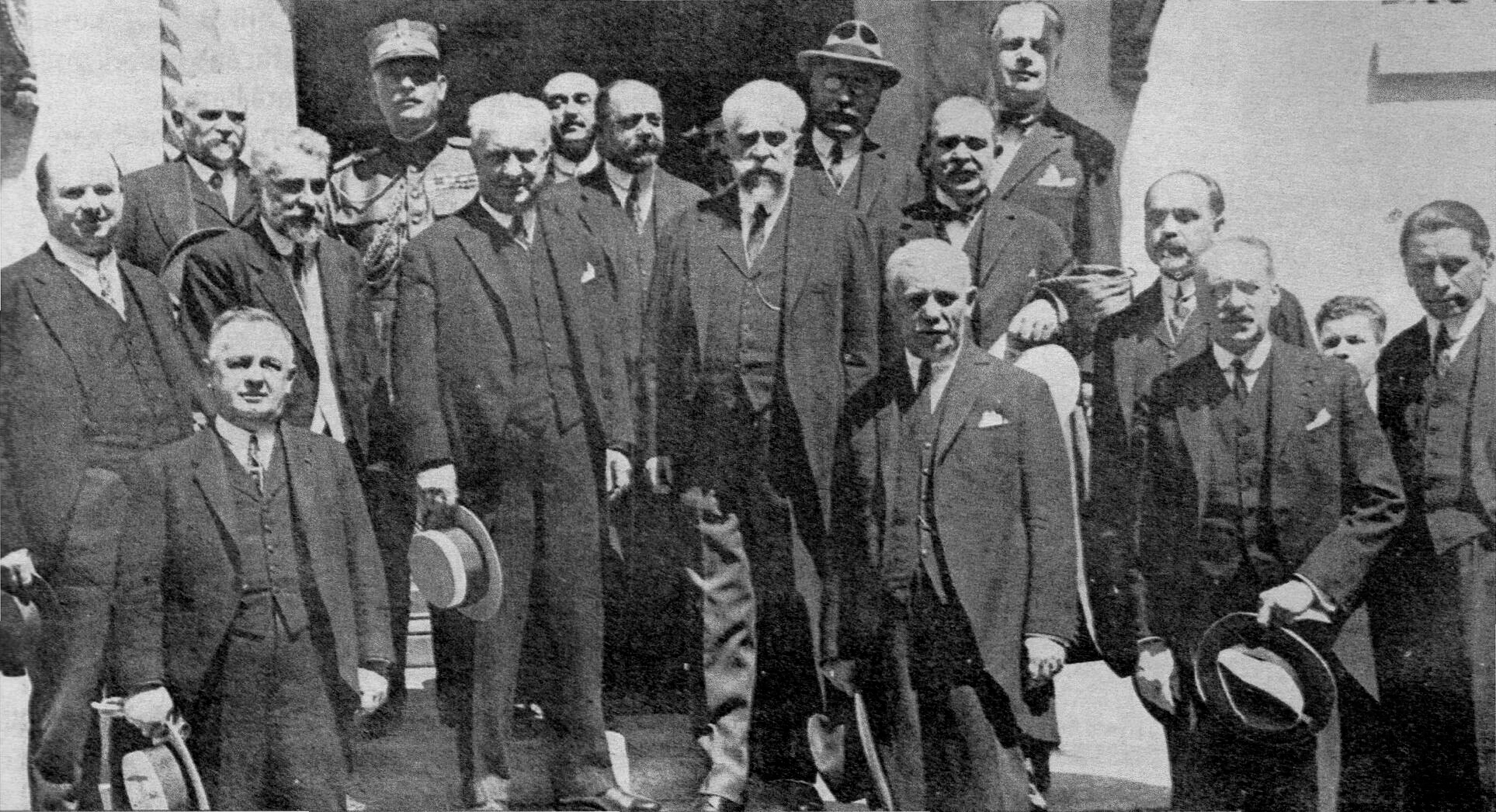
L'últim gabinet de Brătianu després de ser jurament

El PNL va retirar el seu suport després de trobar una opció més convenient en un gabinet liderat per Take Ionescu, i Brătianu va tornar a ser primer ministre del 17 de gener de 1922 al 30 de març de 1926. El quart gabinet Brătianu va adoptar la Constitució de 1923, un document que confirmava el sufragi universal masculí i els drets de les minories tal com es van definir per primera vegada per les lleis de 1918; a causa del model altament centralitzat que afavoria, va treure la sospita dels polítics de Transsilvània que servia a l'objectiu d'un Imperi Antic dominat pels liberals nacionals (sobretot després que la constitució fos aprovada mitjançant una simple votació al Parlament). Paral·lelament, el gabinet del PNL va començar a dur a terme una reforma agrària a nivell nacional.
Com que les eleccions de 1926 van confirmar l'ascens del Partit Nacional Camperol (creat com la unió dels partits nacionals i camperols romanesos), el rei Ferran va tornar a demanar a Averescu que formés el govern. En aquell moment, el PNL considerava que el general era un agent convenient de les seves pròpies polítiques, però les negociacions d'Averescu per al retorn del príncep desheretat Carol després de la mort imminent del seu pare van fer que Brătianu canviés el seu suport a un govern de coalició àmplia sota Barbu Ştirbey.
El 21 de juny de 1927, Brătianu va tornar amb el seu cinquè i últim gabinet. Va morir a Bucarest, per complicacions d'una laringitis, i va ser substituït com a primer ministre pel seu germà Vintilă Brătianu fins a la convocatòria d'eleccions.